# Pieter van Reede van Oudtshoorn

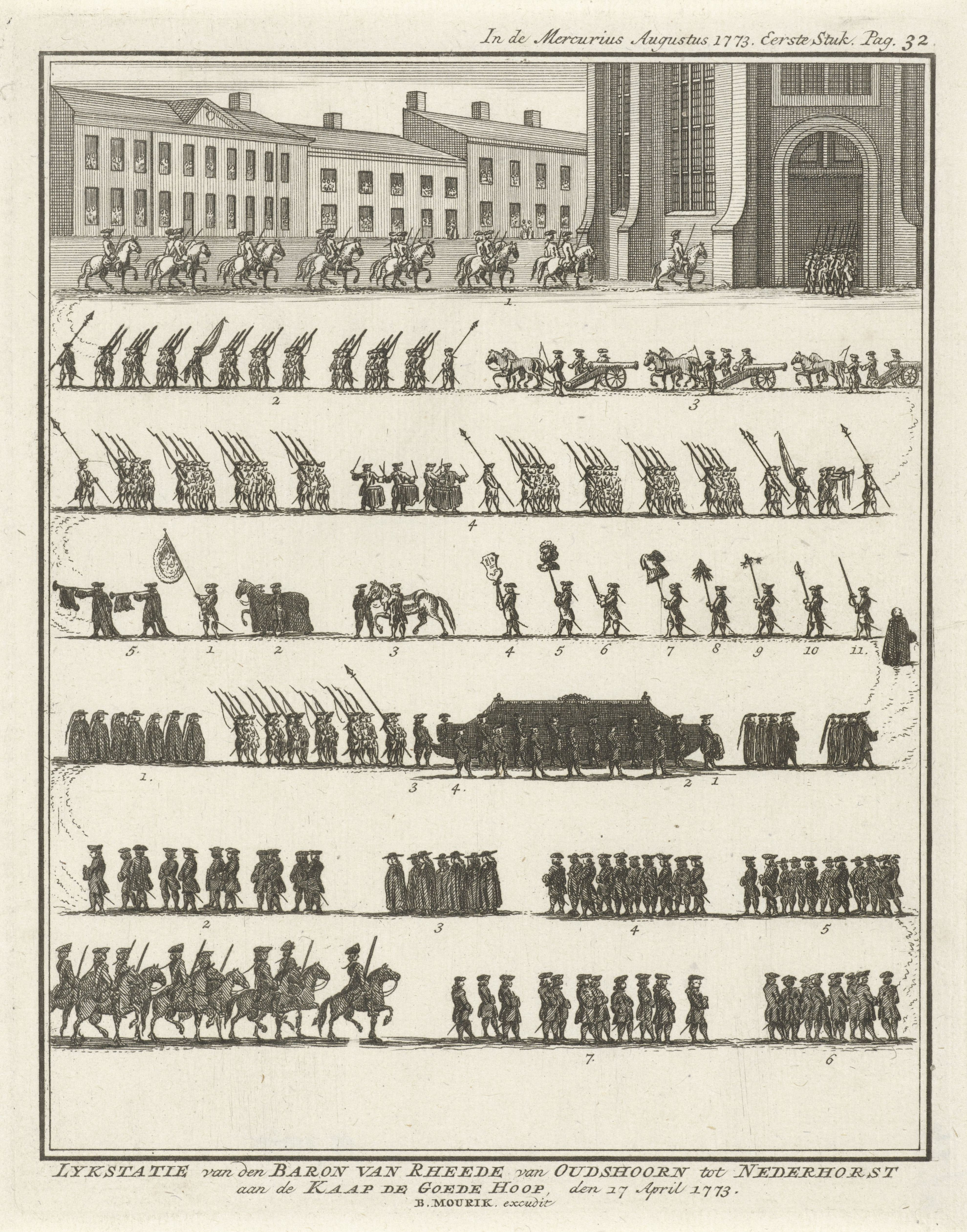
De lijkstoet van Van Reede van Oudtshoorn

Pieter van Reede van Oudtshoorn (Utrecht, 8 juli 1714 – Op zee, 23 januari 1773), heer van Oudshoorn, Ridderbuurt en Gnephoek, was een hoge ambtenaar (independent fiscaal en opperkoopman) in de Nederlandse Kaapkolonie en werd in 1772 benoemd tot gouverneur van de Nederlandse Kaapkolonie. Hij stierf echter op zee, op zijn reis van Nederland naar de Kaap.
De Zuid-Afrikaanse stad Oudtshoorn is naar hem vernoemd.